# Artanis
Artanis è uno dei personaggi principali della serie di videogiochi ambientati nell'universo di StarCraft. È un alto templare e comandante militare, nonché uno degli esponenti principali della razza Protoss. Comparso anche nei romanzi Queen of Blades e Twilight, Artanis è personaggio giocabile nella campagna Protoss di Starcraft e di Legacy of the Void. Leader tenace ed ambizioso, è il più giovane templare Protoss a raggiungere il grado di Pretore ed Esecutore.

## Biografia
Introdotto nell'espansione StarCraft: Brood War, Artanis nutre un profondo rispetto nei confronti di Tassadar, e pur essendo un grande credente del sistema Khalai non è contrario alla riappacificazione con la figura del templare oscuro. Il giovane comandante, nominato esecutore in sostituzione a Tassadar, è artefice dell'iniziale difesa di Aiur assieme a Fenix, prima di essere mandato da Aldaris a catturare Tassadar, considerato un traditore. Artanis, tuttavia, si schiera dalla parte del suo predecessore e lo aiuta nello sconfiggere l'Unica Mente zerg. Successivamente organizza un'evacuazione di massa delle rimanenti forze protoss dalla loro ormai distrutta terra natia, rilocando la propria razza nel pianeta Shakuras; qui, con l'aiuto del templare oscuro Zeratul, elimina le forze zerg attraverso un vecchio tempio xel'naga. Quando le crudeli azioni di Sarah Kerrigan risultano nella morte di Aldaris, Fenix e Raszagal, il giovane leader prende il comando di una flotta per cercare giustizia nei confronti di Kerrigan sul pianeta Char, e nonostante anche il Dominio terran e il DTU si uniscono alla battaglia contro la Regina delle Lame, le sue forze vengono sopraffatte dagli zerg. Successivamente Artanis ritorna nel pianeta Shakuras per riedificare la civiltà Protoss ormai decimata; in seguito alla misteriosa sparizione di Zeratul, diviene gerarca del Protettorato protoss ma ha difficoltà nel riconciliare le due fazioni della propria razza, per via del desiderio dei sopravvissuti su Aiur di riconquistare il loro pianeta natio. In Wings of Liberty compie una breve apparizione nella visione di Zeratul, in cui la razza protoss viene sopraffatta in un ultimo tentativo di resistenza nei confronti degli Ibridi e dello Sciame zerg.
Ricomparirà nell'espansione Legacy of the Void come protagonista. Mentre conduce l'Armata d'Oro alla riconquista di Aiur insieme alla sua seconda in comando, l'esecutore Selendis, viene avvertito da Zeratul della guerra imminente contro Amon e che la riconquista di Aiur li avrebbe distolti dal loro vero obbiettivo. Benché avesse avuto dei trascorsi con il Prelato oscuro, Artanis affermò che molti si erano sacrificati per riconquistare la loro terra natia, così diede ordine a Selendis di iniziare l'invasione. All'inizio l'Armata d'Oro cominciò ad avere discrete vittorie, ma poi si scontrò con gli Ibridi protoss/zerg che controllavano gli zerg di Aiur rendendoli più coordinati e micidiali. Artanis, capendo che Zeratul aveva detto il vero, gli chiese consiglio su come combattere la guerra che Amon stava per preparare, e il Prelato oscuro gli rivelò la visione di Tassadar che gli aveva mostrato la chiave per la loro vittoria: la stele ancestrale che li avrebbe condotti agli xel'naga, ovvero lo stesso artefatto che i terran avevano usato per purificare Sarah Kerrigan nella sua forma di Regina delle Lame. Ma mentre Zeratul scoprì che la sua nave è stata danneggiata, e quindi non poteva andare su Korhal per prendere l'artefatto, Artanis cominciò ad udire sussurri all'interno della sua mente che cominciarono a corromperlo. Zeratul, accorso in suo soccorso, capì che Amon aveva corrotto il Khala, la fonte di unione psionica dei protoss tramite i loro cordoni neurali. Benché riuscì a recidere quelli di Artanis, Zeratul pagò con la vita, e Artanis lo vide dissolversi tra le sue braccia. Preso dal rimorso, Artanis decise di onorarne la memoria indossando il suo bracciale destro, l'unica cosa che era rimasta del Prelato oscuro, e cominciò a liberare quanti più protoss possibili dall'influenza di Amon, tra i quali il Mastro di fase Karax insieme ai Nerazim. Insieme risvegliarono la Lancia di Adun, ultima delle tre grandi Arche, e la usarono per fuggire da Aiur, ancora una volta perduto; all'interno della Lancia di Adun trovarono la Conservatrice Rohana, parzialmente immune alla corruzione del Khala. Arrivati su Korhal, Artanis venne contattato dal suo vecchio amico Jim Raynor, il quale li avvisò che la città di Augustgrad è sotto attacco della Divisione Moebius, al cui comando ci sono gli Ibridi. Dopo aver impedito alla piattaforma spaziale di schiantarsi sulla città, Jim rivelò ad Artanis che la Divisione Moebius aveva preso l'artefatto xel'naga. Insieme, i protoss e i marine del Dominio riuscirono a recuperare l'artefatto, al prezzo però di migliaia di morti, i quali andavano moltiplicandosi in tutto lo spazio del Dominio. Artanis si diresse su Shakuras ma scoprì che il pianeta era sotto attacco da parte degli zerg e dagli Ibridi che li comandavano provenienti da un portale collegato ad Aiur. Grazie all'aiuto della matriarca Vorazun, la figlia di Raszagal, riuscì ad evacuare tutti gli abitanti del pianeta. Quando Vorazun capì la gravità della situazione decise di distruggere il loro pianeta piuttosto che lasciarlo alle forze di Amon. Artanis rimase stupito da questa decisione, ma acconsentì alla richiesta della matriarca: sovraccaricò i prismi dei templi xel'naga, attirando quanti più zerg possibili nel frattempo: l'intenzione di Artanis era quella di raggruppare quanti più zerg possibili su Shakuras per dissanguare con la sua distruzione le forze di Amon. Infine, Artanis andò da solo a sovraccaricare la matrice psionica del pianeta, venendo circondato da molti zerg. Ma Artanis resistette fino a quando la matrice non esplose e con essa Shakuras, teletrasportandosi appena in tempo sulla Lancia di Adun; agli occhi di Vorazun ora Artanis era diventato un Templare oscuro, poiché aveva percorso il loro rito di passaggio noto come Cammino dell'Ombra: non avendo più l'unione con il Khala, Artanis aveva fronteggiato da solo orde di nemici.
Per continuare la loro guerra contro Amon, Artanis decise di andare sul pianeta Glacius, dove aveva scoperto un laboratorio per lo sviluppo dei Purificatori, macchine senzienti create molti anni fa dai protoss basandosi sulle memorie dei loro guerrieri caduti. Arrivati su Glacius, Artanis scoprì che il presidio era sotto attacco da parte dei Tal'darim, protoss fedeli ad Amon, guidati dall'Ascendente Alarak, intenzionati a distruggere le conoscenze dei Purificatori. Fortunatamente Artanis salvò appena in tempo le informazioni contenute nel laboratorio, trovando anche un prototipo: tra lo stupore di Artanis e Karax il Purificatore affermò di essere Fenix, il vecchio amico di Artanis, lasciando il gerarca sia sollevato che dubbioso dato che non capiva se il Purificatore era davvero Fenix o una sua copia imperfetta.
Karax scoprì tramite la stele ancestrale la posizione degli xel'naga: il pianeta Ulnar, situato all'interno della Breccia Alteriana. Artanis entrò nel gigantesco pianeta simile a un tempio per trovare gli xel'naga. Mentre stava esaminando una pittografia che narrava i destini di Zeratul e Shakuras, e che raffigurava anche la Regina delle Lame, dietro di lui apparve proprio Kerrigan mentre fronteggiava un Ibrido. Artanis aiutò Kerrigan a sconfiggere l'Ibrido e insieme cominciarono ad addentrarsi nel tempio. Arrivati alla Camera dell'Ascensione trovarono una sorpresa sconvolgente: gli xel'naga erano stati uccisi. In quel momento Artanis ebbe una visione di Amon, che gli mostrò il suo corpo ospite di Ibrido ricavato dai protoss da lui schiavizzati e dai resti dell'Unica Mente, per poi mandare contro di lui e Kerrigan orde di Ibridi. Fortunatamente i due vennero salvati da Vorazun che aveva inviato dei rinforzi su consiglio di Alarak: il Tal'darim aveva scoperto che Amon li stava semplicemente usando e che alla fine li avrebbe eliminati, pertanto aveva deciso di vendicarsi schierandosi con Artanis. Chiudendo i portali per il Vuoto che estendevano l'influenza di Amon, Artanis ritornò sulla Lancia di Adun, dove Alarak gli disse che se avesse avuto bisogno dei Tal'darim sarebbe dovuto diventare il nuovo Primo Ascendente combattendo contro Ma'lash.
Su Slayn, pianeta dei Tal'darim, Artanis supportò Alarak nel combattimento rituale Rak'Shir contro Ma'lash, facendolo diventare Monarca e ottenendo così l'aiuto dei Tal'darim. Grazie a Vorazun e ai suoi Templari oscuri, Artanis localizzò la fabbrica di Ibridi di Amon su un impianto della Divisione Moebius del campo di asteroidi di Revanscar, con l'intenzione di distruggerla e privarlo della sua armata, proprio come il Caduto aveva fatto con lui con l'Armata d'Oro. Arrivati all'impianto, la Lancia di Adun cadde in trappola venendo circondata. Mentre era impegnato a difendere la nave, Artanis diede a Karax l'incarico di sabotare i sistemi di difesa della fabbrica in modo da renderla vulnerabile. Grazie al coraggio del Mastro di Fase, la Lancia di Adun distrusse la fabbrica di Ibridi; subito dopo la battaglia, Artanis diede a Karax gli onori di un Templare, e giurò che avrebbe abolito il sistema delle caste dei protoss. Subito dopo si diressero su Endion, attorno al quale orbitava la Cybros, la nave dei Purificatori, i quali erano al suo interno in stasi. Disattivato il campo di forza proveniente dal pianeta, Artanis entrò nella Cybros e la riattivò, risvegliando i Purificatori, i quali decisero di unirsi ai Daelaam per via delle nobili intenzioni di Artanis nei loro confronti, al contrario degli antichi membri del Concilio che li vedevano solo come macchine, e purificarono Endion dagli zerg; inoltre elessero come loro rappresentante Fenix, il quale cambiò il proprio nome in Talandar, ormai consapevole di essere un altro essere con solo i ricordi del vero Fenix.
Con una grande armata fondata dai vari protoss uniti, Artanis decise che era giunto il momento di sconfiggere Amon. Lo xel'naga si beffò attraverso Rohana dei suoi tentativi di fermarlo, ma alla fine venne respinto dalla Conservatrice, la quale rivelò che avrebbe usato l'Armata d'Oro per eliminarli, e che l'unico modo per indebolirla era di distruggere la matrice psionica di Aiur. Artanis concordò con questa scelta, e disse alla Conservatrice di liberarsi dal Khala dopo aver corso molti rischi venendo più volte posseduta da Amon; sapendo che avrebbe perso la capacità di tramandare tutta la storia dei protoss, Rohana, alla fine, decise di recidere i suoi cordoni neurali e liberarsi dal Khala. Una volta iniziata l'invasione, Artanis scelse Vorazun e Alarak, e Talandar e Karax per distruggere due delle matrici mentre lui si sarebbe occupato dell'ultima. A questo punto bisognava distruggere il corpo ospite di Amon, il quale stava già per animarsi grazie alle energie dei frammenti del Vuoto. Una volta distrutti i frammenti, proprio mentre Amon iniziò a muovere il suo nuovo corpo, la Lancia di Adun, la Cybros e la Flotta della Morte concentrarono il loro fuoco su di lui distruggendolo. Ora non restava che caricare la stele ancestrale e difenderla dall'Armata d'Oro, in modo da usarla per contenere la presenza di Amon. Una volta che l'Armata d'Oro giuse su Aiur, i protoss difesero la stele ancestrale fino a quando non si caricò, liberando i protoss posseduti da Amon, tra i quali Selendis. Artanis li esortò a recidere i loro cordoni neurali per liberarsi di Amon e così fecero; non avendo più un corpo dove risiedere, Amon finì scacciato nel Vuoto. Con i protoss in grado di avere il libero arbitrio, la loro razza viene introdotta in un'era di pace e prosperità su Aiur. Artanis eresse un memoriale per Zeratul e mise il suo bracciale su di essa come omaggio al suo sacrificio.
Poco dopo la ricolonizzazione di Aiur, Artanis venne contattato da Kerrigan per raggiungerla su Ulnar. Insieme a Selendis e a Jim Raynor, Artanis ritornò sul pianeta degli xel'naga, dove seppe dalla Regina delle Lame che Amon era ancora vivo nel Vuoto e che lo avrebbe affrontato, ma con il loro aiuto. Una volta entrati nel vuoto, Artanis vide il fantasma del suo mentore Tassadar, il quale aiutò le forze del Dominio, dello Sciame e dei protoss a sconfiggere il suo carceriere: Duran, uno xel'naga al servizio di Amon. In seguito tassadar si rivela come Ouros, ultimo xel'naga, il quale rivela che aveva usato la forma di Tassadar per guidare Zeratul e loro, e rivela che solo uno xel'naga può sconfiggere Amon: Ouros dona così la sua essenza a Kerrigan, protetta nel frattempo da Jim, Zagara e Artanis. Una volta che il trasferimento è concluso, Kerrigan trascende come xel'naga, e insieme a Jim e Artanis riesce a sconfiggere Amon.
Dopo la fine della guerra, Artanis chiese ai Tal'darim di aderire ai Daelaam come i Templari oscuri e i Purificatori; Alarak rifiutò la proposta ma permise a qualsiasi Tal'darim che avrebbero accettare l'offerta di unirsi a loro. Artanis iniziò anche a condurre negoziati di pace tra i Daelaam e il Dominio terran. Anni dopo, Artanis espresse apertamente all'imperatore Valerian Mengsk le sue preoccupazioni riguardanti la richiesta di aiuto di Zagara. Tuttavia, egli ha permesso a un ricercatore Protoss di unirsi alla squadra per indagare le pretese di rivitalizzazione della nuova regina dello Sciame del pianeta Gystt.

## Altre apparizioni
Artanis appare come personaggio selezionabile in Heroes of the Storm.

## Curiosità
- La seconda e terza tinta del modello Purificatore di Artanis in Heroes of the Storm sono un riferimento rispettivamente alle unità meccaniche EVA-02 e EVA-01 della serie anime Neon Genesis Evangelion.